# Stolnica sv. Elizabete, Košice
Stolnica svete Elizabete (slovaško Dóm svätej Alžbety, izgovorjava [ˈdɔːm ˈsʋɛɐtej ˈalʐbeti]; madžarsko Szent Erzsébet-székesegyház, nemško Dom der heiligen Elisabeth) je gotska stolnica v Košicah. Je največja cerkev na Slovaškem in ena najvzhodnejših gotskih stolnic v Evropi.
Zapis o obstoju Kasse (slov. Košice) iz leta 1230 je povezan z obstojem župnijske cerkve. V procesu preobrazbe naselja iz podeželske skupnosti v mesto so se vsa obdobja uspehov in neuspehov odrazila v stolnici Svete Elizabete.
Po zgodovinskih in arheoloških virih je bila današnja stolnica zgrajena na mestu prejšnje cerkve, prav tako posvečene sveti Elizabeti Ogrski. Omenjena je bila v dokumentih iz let 1283 in 1290, v katerih je egerski škof Andrej II. izvzel župnijo Košice iz dekanijeve jurisdikcije.

## Opis
Stolnica sv. Elizabete je največja cerkev na Slovaškem s skupno površino 1200 kvadratnih metrov in sprejme več kot 5000 ljudi. Je glavna cerkev v nadškofiji Košice.
Cerkev je dolga 60 metrov in široka 36 metrov; višina severnega stolpa je 59 metrov. Osrednja ladja je dolga 24 m, ladje pa 12 m. Gradnja cerkve je vplivala na gradbeno dejavnost v okoliških mestih, kot so Prešov, Bardejov, Sabinov in Rožnava, vplivala pa je tudi na gradnjo drugih cerkva na Poljskem in v Transilvaniji.
Gotska stolnica v Košicah je sestavljena iz kora s petstransko apsido, pet ladjami, dveh stolpov, ravne zakristije na severni strani ter dveh kapelic in predhodne kapele na južni strani. Stolnica ima edinstveno notranjo razporeditev, v kateri osrednjo ladjo in štiri stranske ladje na sredini prečka transept enake višine in širine kot osrednja ladja, ki skupaj tvorijo grški križ.
Ta velik osrednji prostor se dviga v središču cerkve in skupaj s tremi enakimi zunanjimi zatrepi z bogato okrašenimi portali predstavlja vrhunec srednjeveške kamnoseške umetnosti v srednji Evropi. Kompleks stolnice in sosednjih stavb (kapela sv. Mihaela in Urban Tower) so bili leta 1970 razglašeni za spomenike kulturne dediščine.

## Zgodovina

### Prvotna cerkev
Najstarejša košanska cerkev je verjetno nastala sredi 11. stoletja in je bila posvečena svetemu Mihaelu. Zgrajena je bila v romanskem slogu na istem mestu kot sedanja cerkev. Cerkev se omenja v najstarejših pisnih virih mesta iz leta 1230. Ko so se v 1240-ih v Košice naselili nemški kolonisti in je sveta Elizabeta postala zavetnica mesta, so ji cerkev ponovno posvetili.
Po tej spremembi so cerkev sredi 13. stoletja začeli urejati v gotskem slogu. Cerkev je ohranila romanski stolp, dobila pa je tudi gotski obok in stransko kapelo.
Proti vzhodu usmerjena kapela je merila 11,5 krat 10,25 metra, z glavno ladjo 27,8 krat 14 metrov , kar ji je dalo skupno površino 520 kvadratnih metrov. Ta župnijska cerkev je okoli leta 1380 pogorela, vendar so jo obnovili in služila do izgradnje sedanje stolnice. Do danes je ohranjenih več romanskih artefaktov, kot so kipec Ive, bronast krstilnik in več nagrobnikov.

### Prva gradbena faza: konec 14. stoletja do leta 1420
Požar, ki je leta 1380 uničil stolnico sv. Elizabete, je povzročil gradnjo nove cerkve. Premožni domačini so financirali gradnjo s podporo monarha Sigismunda Luksemburškega. Za gradnjo je podaril precejšnjo vsoto denarja. Gradnjo cerkve je podpirala tudi papeška kurija. Leta 1402 je papež Bonifacij IX. izdal odpustno bulo. Vsem romarjem, ki so prispevali za košansko cerkev, so bili odpuščeni grehi. Natančen datum izgradnje nove cerkve ni znan, vendar naj bi bil med letoma 1380 (požar stare cerkve) in 1402, ko obstaja prvi pisni zapis. Prva faza gradnje je trajala verjetno do leta 1420.
V tem obdobju je bila cerkev zgrajena kot petladijska bazilika. Nova stolnica je bila zgrajena okoli prvotnih temeljev. Najprej so bile zgrajene južne poligonalne ladje. Temu je sledila konstrukcija južnega ograjenega zidu, južnega portala in zahodnega zidu, kjer sta bili prvi dve ravni obeh stolpov sestavljeni tlorisu cerkve.
Napreden gradbeni slog, povezan tudi s šlezijsko gotiko, je sodeloval tudi pri gradnji frančiškanske cerkve v severnem delu mesta. Iz leta 1411 se omenjata ravnatelj Mikuláš in Sigismundov gradbeni mojster Peter iz Budin.

### Druga gradbena faza: 1420–1440
Nova gradbena faza leta 1420 je predstavljala zanimivo inovacijo v konceptu arhitekture stolnice. Zaradi pomanjkanja pisne reference je arhitekt neznan. Cilji so bili pokončnost, lahki materiali in prostornost, kar je privedlo do izgradnje triladijske stolnice. Pri veliki spremembi načrta so glavni ladji dodali stranske ladje.
Ter so bile nekonvencionalno umeščene na sredino dolžine glavne ladje in nastal je edinstven prostor osrednje dvorane. Kiparsko okrasje portala glavne ladje in stranskih ladij se je zgledovalo po gotskih stavbah v Pragi in Krakovu in je bilo vključeno v drugo gradbeno fazo. Vpliv Parlerjevega zidarstva v praški stolnici svetega Vida iz druge polovice 14. stoletja se je pokazal v Kraljevem oratoriju in njegovem spiralnem stopnišču ter v motivu okroglih praporov oratorija in kamnite galerije nad zakristijo.
Nato se je gradnja stolnice nadaljevala s konstrukcijo severnega zunanjega obzidja, poligonalnim oklepom severne ladje (vzporednice južne apside) in osemstranimi zgornjimi nivoji Sigismundovega stolpa. Ob koncu druge gradbene faze je bila stolnica pripravljena za obokanje, zato je bilo treba staro cerkev podreti. Cerkev svetega Mihaela (danes kapela svetega Mihaela) je bila zgrajena hkrati z novo cerkvijo, vendar je bila dokončana leta 1400 in je prevzela funkcijo župnijske cerkve.

### Tretja gradbena faza: 1440–1462
Po rušitvi stare cerkve sv. Elizabete so novo cerkev obokali z zvezdastim obokom. Posebne simetrične oblike obokov so se med seboj razlikovale in niso bile zložene od enega polja do drugega. V to tretjo gradbeno fazo sodi najnovejši del gradnje – zakristija in kapela.
Sigimundov stolp je bil dokončan in leta 1453 je bil v petem nadstropju stolpa izklesan nov mestni grb, ki ga je podelil Ladislav Posmrtni. Letnica 1462, ki je vklesana nad vhodnim portalom v stolp, je leto, ko so bila dela na stolpu končana.

### Četrta gradbena faza: 1462–1490
Po dokončanju Sigimundovega stolpa se je pozornost usmerila na gradnjo južnega stolpa, ki je dobil ime po takratnem monarhu in soustvarjalcu gradnje stolpa Matiji Korvinu. Ta stolp je bil zgrajen v bolj okrašenem in navpičnem slogu kot severni stolp stolnice, ker se je gradbeni zid spremenil.
Istočasno sta bila dokončana južni ščit in portal in številni elementi prepoznavajo Matijevo velikodušnost. Med letoma 1464 in 1490 je v dokumentih omenjeni mojster Stephan Lapicidus ali mojster Štefan Staimecz iz Košic delal na gradnji stolnice.
Mojster Štefan je zgradil stranske ladje stolnice, ki niso bile vključene v prvotni tloris. Financirale so jih bogate mestne družine. Kapelo sv. Križa je plačal senator August Cromer leta 1475. Kapelo sv. Marije je plačal Satmary Rod leta 1477, do konca istega stoletja pa je bila na severni strani zgrajena kapela sv. Jožefa (ki ne obstaja več).
Notranjost iz tega časa je delo mojstra Štefana – kamniti pastoforij, verjetno pa tudi relief sv. Elizabete na steni zakristije. Takrat so cerkev opremili z bogatim gotskim pohištvom, od katerega se do danes ni ohranilo dosti. Ohranjen je glavni oltar svete Elizabete med letoma 1474 in 1477 neznanega umetnika.

### Končna faza gradnje: 1491–1508
Po smrti Matije Korvina se je začela tekma za prestol na Ogrskem. Takrat je poljsko-latvijski regent Ivan I. Albert napadel mesto Košice. To je bilo prvič, da so na Košice streljali topovi. Cerkev je bila močno poškodovana, njeno obnovo pa je zadolžil Nikolaus Krumpholz iz Niša. Pri obnovi mu je pomagal gradbeni mojster Vaclav iz Prage. Po dokumentih iz obdobja na kordonu zahodne fasade je bila prezidava izvedena med letoma 1496 in 1498.
Leta 1508 je bil dokončan prezbiterij; to velja za leto, ko je bila gradnja stolnice končana. To dejstvo potrjuje zvitek pergamenta z letnico in imenom gradbenega mojstra Krumpholza, ki so ga po veliki prezidavi cerkve leta 1908 našli v stebru prezbiterija.

### Obdobje reformacije
Leta 1556 je Košice prizadel velik požar, ki je poškodoval tudi stolnico. Zgorelo je ostrešje cerkve in velik del notranjosti. Vsa potrebna popravila so opravili gradbeni mojster Stanislaus iz Krakova, gradbena mojstra Johann in Gebriel ter kamnoseški mojster Matyas.
Po tem so cerkev upravljali protestanti. Cerkev so imeli v lasti do leta 1604, ko so jo katoličani nasilno zasedli, skupaj z Egerjevim kapitljem. Ta dogodek je postal eden glavnih razlogov protihabsburškega upora Štefana Bočkaja, ki je cerkev dodelil kalvinistom.
Cerkev je bila leta 1671 po odločitvi cesarja Leopolda I. vrnjena egerskemu kapitlju. V tem času so bila opravljena potrebna popravila in v cerkev postavljen kapiteljski zaklad. Med uporom grofa Emerika Thökölyja de Késmárka (1682–85) so cerkev prevzeli protestanti. Leta 1685 je bila cerkev trajno vrnjena katoliški skupnosti.

### Baročno obdobje
Leta 1706 je bila cerkev med okupacijo Franca II. Rákóczija poškodovana. Najbolj poškodovana sta bila zahodna in južna stran cerkve. V 18. stoletju je bilo več delov cerkve popravljenih in olepšanih.
V drugi polovici 18. stoletja je imela cerkev že 14 oltarjev (danes jih je 10). Baročno-rokokojska čelada z razglednim delom je po požaru leta 1775 dobil Sigimundov stolp.

### Večja prezidava v letih 1877–1896
Leta 1872 je bila ustanovljena Madžarska komisija za začasne spomenike, sekretar komisije pa Imre Henszlmann. Večja rekonstrukcija je bila izvedena od 1877 do 1896 in je bila glavna prednostna naloga Komisije za spomenike. Financirana je bila večinoma iz državnega proračuna madžarske vlade. Za glavnega arhitekta rekonstrukcijskih del je bil imenovan Imre Steindl, profesor srednjeveške arhitekture na Tehnični univerzi v Budimpešti in najbolj znan arhitekt madžarske neogotike.
Na podlagi razpok v obokih je odločil, da je razporeditev stebrov v ladjah glavni razlog za slabo stanje statike stolnice. Izdelal je popolnoma novo rekonstrukcije, kjer je bila triladijska stolnica prezidana v petladijsko in dodani loki v stranskih ladjah.
Prvotno srednjeveški zvezdasti loki na glavnih in stranskih ladjah so bili prezidani v mrežaste. Stari kor je bil odstranjen in na njegovem mestu je Steindl zgradil razširjene replike z več stebri. Naslednja dela so vključevala zunanjost – prilagoditev zunanjih sten, podpora stebrov, žlebov in rezbarskih del oken, dekoracijo portalov in spremembo strehe Matijevega stolpa.
Poznogotska kapela svetega Jožefa na severnem delu stolnice je bila popolnoma odstranjena. Nastal je neogotski stolp, ki je križal glavno in stransko ladjo. Steindlov primarni načrt je bil obnoviti vse neogotske dodatne stavbe in komponente. Toda komisija je te predloge zavrnila in zahtevala cenejšo zamenjavo starih kamnitih delov za nove. Regotizacija stolpov ni bila realizirana zaradi pomanjkanja sredstev, kar se je odrazilo v cenejšem gradbenem materialu. Med zamenjavo osnovnega sistema od leta 1878 do 1882 je bil uporabljen poceni, a nizkokakovosten peščenjak iz bližnjega kamnoloma Spiššké Vlachy. Njegova hitro dotrajana zunanja površina je povzročila odstranitev fial in bruhalnikov, ker so ogrožali pešce. Pri naslednji rekonstrukciji po letu 1882 je bil uporabljen kakovosten peščenjak iz Banske Bystrice. Glavni gradbeni mojster velike obnove od 1877 do 1880 je bil Josepf Weber.
Od leta 1880 do 1896 je bil glavni gradbeni mojster Friedrich Wilhelm Fröde z Dunaja. Delo je nadziral avstrijski arhitekt Friedrich von Schmidt. Zatem se je v budimpeštanskem parlamentu (leta 1885) začel ukvarjati s tem znameniti arhitekt, Schmidtov učenec Imre Steindl, katerega naslednik je bil Otto Sztehló. Ta arhitekt je pri Matijevem stolpu uporabil metodo konzerviranja v nasprotju z metodo njegovih predhodnikov. Sigismundov stolp, Matijev stolp (razen strehe), notranja stran zunanjih sten, srednjeveški portali z reliefi, kamniti inventar notranjosti in celotna kapela (samo notranji del) so bili obvarovani pred neogotsko rekonstrukcijo.
Leta 1896 je novo dostavljeno neogotsko notranjo opremo (oltarje, kipe, slike) kupila in darovala za košiško stolnico madžarska duhovščina, škof Kassa in bogati mecen Zsigmond Bubics. Leta 1906 so pod severno stransko ladjo zgradili kripto po načrtu madžarskega arhitekta Frigyesa Schuleka. Ta kripta je bila pripravljena za shranjevanje relikvij Franca II. Rákóczija in njegovih spremljevalcev iz Osmanskega cesarstva.

### Večja rekonstrukcija 1978 do danes
Leta 1970 je bila stolnica sv. Elizabete razglašena za narodni kulturni spomenik. Vse profilirane arhitekturne elemente (fiale, bruhalniki, gadroni) je deževnica uničila. Kamnita dekoracija na severnem portalu je bila močno prizadeta zaradi vremenskih vplivov. Obnova stolnice se je ponovno začela septembra 1978 s podrobno arhitekturno dokumentacijo. Po krajšem premoru so leta 1984 dela ponovno stekla.
Medtem so oblasti začele s kompleksno rešitvijo inovacije Košice centrum monuments, ki je bil leta 1983 razglašen za največji rezervat mestnih spomenikov na Slovaškem. Eden od dejavnikov, ki je pripomogel k večji skrbi za cerkev, je bila izključitev motornega prometa z glavne ulice leta 1984 in tramvaja leta 1986.
Med obnovo so se odločili uporabiti metodo ohranjanja odra iz velike prezidave ob koncu 19. stoletja. Najprej so popravili streho glavne in stranskih ladij, kjer so zamenjali keramične barvne emajlirane ploščice, vendar z originalnim vzorcem iz 19. stoletja. Strešni jezdec je bil rekonstruiran in bilo je potrebno dodati 264 kosov svinčenih okraskov.
Od leta 1980 do 1992 sta bila rekonstruirana najbolj poškodovani del kapele in zakristija. Dela je izvedlo poljsko podjetje Polskie Pracownie Konserwacji Zabytków iz Vratislava. Zgraditi je bilo treba nove kronske gardone, bruhalnike in fiale – po dostopnih dokumentih in projektih iz mestne arhivske zbirke. Podobno so bili narejeni stopniščni stolpi. Rekonstrukcija bruhalnikov je bila narejena po izvirnih srednjeveških vzorcih, ki jih hranijo muzeji. Ta obnova je vključevala notranjo popravilo kapele.
V letih 1992–95 je bila izvedena južna fasada (očiščenje in konzervacija), vključno s stekli. Sigimundov stolp je bil v letih 1995–1997 dosledno obnovljan, ko je bila zamenjana rokokojska bakrena čelada. Očiščeni in pozlačeni kleparski okrasi so izvirniki iz leta 1775. Leta 2008 je bila končana rekonstrukcija Rákóczijeve kripte in leta 2009 rekonstrukcija najdragocenejšega severnega portala.
Danes potekajo obnovitvena dela na zunanjosti severne fasade cerkve ter zahodnem portalu in notranjosti križne severne ladje. Na obnovo čaka Matijev stolp.

### Fabryjeva rekonstrukcija v letih 1858–1863
Po nekaj letih verskih vojn in zanemarjenega vzdrževanja je bilo v začetku 19. stoletja potrebno stolnico posodobiti. Leta 1834 in 1845 sta bila potresa; mesto je poplavilo, poplava pa se je razširila na stolnico, kjer je bilo poškodovanih več delov talnega tlaka. V 19. stoletju se je pojavila pobuda za prenovo v neogotskem slogu, ki sta jo organizirala škof Ignác Fábry in Imre Henszlmann, umetnik in inovator spomenikov na Madžarskem.
Leta 1857 so člani, ki so bili predani popravilom, ki so potekala od leta 1856 do 1863 pod nadzorom cesarske kraljeve centralne komisije za ohranjanje in popravilo arhitekturnih spomenikov, so ob pomoči  Henszlmanna ustanovili Zvezo stolnice sv. Elizabete.
Dela sta postavila gradbena mojstra Károly Gerster in Lajos Frey. Fábryjeva rekonstrukcija je povzročila spremembo več kipov portalov, oblog v keramične strešnike, zalogo novih okenskih stekel, popravilo južne ladje in romantično notranjo poslikavo.
Po drugi strani pa zelo pomembne konstrukcijske napake na cerkvi, ki so se pokazale v tistem času, niso bile odpravljene in popravljene. Nekateri stebri so bili izven sredine od svoje središčne črte. Njihovi podstavki so stali na barvni plasti, ki je bila prepojena s podtalnico. Razpoke lokov so bile prekrite z malto ali z lesom. Takšna nestrokovna praksa je po velikem neurju leta 1875 privedla do uničenja in propada.

## Arhitektura
Osnovo prostorske kompozicije tvori osrednja ladja s petimi travejami, ki jo v osi deli križna ladja z eno travejo. Navidezna zamenjava ideje so štirje podrejeni prostori, vrezani v tloris stavbe in vstavljeni med krake glavne in prečne ladje. V prvih desetletjih so verjetno zgradili ogradne stene in dokončali glavni zaris prostorske dispozicije.
V naslednjih letih naj bi bilo rešeno vprašanje gradnje portalov in obokov. V izvirnem arhitekturnem duhu je odlična kamnita plastika iz let 1420 do 1440 obogatila konstrukcijsko strukturo s tremi velikimi portali. Severni, južni in zahodni portal v Košicah imajo zahtevne profile, razvite v dinamične krivulje, ki se izmenjujejo z vodoravnimi in navpičnimi venci iz reliefnih desk in so jih dekorativno obogatile fiale. Ta arhitekturna dela skozi profil stropa in omogočajo nove ideje z uporabo dekorativnih pogledov in igre svetlobe in sence.

### Obokanje
Kot je razvidno iz rekonstrukcije V. Mencla, temelji zasnova figuralnega obokanja na posameznih delih razcepljenih arkadnih krivin in med obokanimi deli. Težko igro njihovih oblik oblikuje shema sonca, ki vzhaja s konicami iz razcepljenih stebrov. Za vsako sonce je zelo pomemben individualni vzorec njegove sredine. Iz svojih diagonalnih vektorjev ustvarja oblike križa, romba in trapeza.
V podrejenih prostorih, ki jih oklepata kraka glavnega grškega križa glavne ladje in stranske ladje, ob povezovalnih stenah in vzhodni strani, se sončna shema izgubi v prepletu pletenih rebrnih mrež. Mojster Štefan je nad predprostorom ob južni steni sezidal zakrarij in dodaja adoracijo kapeli sv. Križa na njeni vzhodni strani in kapeli Mettercia na zahodni strani. Na severni strani je kapela svetega Jožefa. V teh delih rebra ne segajo do glave lizene, ampak se zbirajo v konstrukcijo loka. Obokanje kapel temelji na nepravilnem zvezdastem mrežastem oboku.

### Okna
Mojster Ján iz Prešova je porušil staro obzidje in predlagal atrijski tip, ki ga lahko vidimo predvsem na troladji. Z umetniškega vidika je uporabil učinkovitost gladkih sten in velikih oken, da bi pobelil notranjost.

### Heraldika na oknih glavne ladje
Od glavnega oltarja proti zahodnim vratom krasijo okna glavnega oltarja z heraldiko Košic, Abovega stola in Hunyadyjevega stola ter heraldiko držav kralja Matije Korvina iz 15. stoletja: Dalmacije, Velike Bolgarije, Transilvanije, Ogrska, Srbija, Slavonija, Hrvaška, Češka, Moravska in Šlezija.

## Zunanjost

### Severni portal
Zasnova severnega portala je redka po srednjeveškem izročilu, v katerem severne stranice cerkva niso imele portalov. Njegovi kipi so najbolj dekorativni izmed treh portalov stolnice. Razlog za to je verjetno v tem, da je bil obrnjen proti najbolj prometnemu delu srednjeveških Košic – proti mestni tržnici in mestni hiši. Portal je znan kot Zlata vrata, ker so ga v srednjem veku pozlatili. Severni portal ima dvoje vhodnih vrat. Nad njimi je lok z reliefom Poslednje sodbe.
Relief je razdeljen na dva dela. V spodnjem je videti množico ljudi, ki gredo proti nebeškim vratom, kjer jih sprejme angel, drugi, ki gredo v pekel, pa se s hudiči odpravljajo v levijatanove čeljusti in so vklenjeni v verige. Zgornji del prikazuje Poslednjo sodbo, dva angela z rogovi, ki naznanjata konec sveta. Druge figure predstavljajo 12 apostolov. Okrog reliefa je v treh stopnjah postavljenih pet okvirnih reliefov, okrašenih s fialami, profilacijo in risanimi motivi. Dva spodnja reliefa se nanašata na življenje svete Elizabete. Ostali trije poustvarijo prizor s Kalvarije.
Na vrhu je Kristus, križan na križu v obliki drevesa življenja. Druga dva, križana na Golgoti, sta prikazana na levi strani kot odrešena duša, ki jo angel odnese v nebesa, na desni strani pa dušo, ki jo v pekel odnese hudič. Pod prizorom Križanja na levi strani so jokajoče ženske okoli Marije pod križem, na desni pa Janez Evangelist, obkrožen z rimskimi vojaki. Pri veliki prezidavi kupole so ob obeh vratih severnega portala dodali niši za neogotske kipe svetnikov.
Niše so originalne in ni znano, kateri kipi so stali na njih v zadnjih stoletjih. Drugi neogotski kipi krasijo portal vzhodnega portala. Kipi so ogrski kralji Karel I. Ogrski, njegova žena Elizabeta Poljska in Ludvik I. Ogrski. So mojstrovine budimpeštanskega kiparja Lajosa Lantaya.

### Zahodni portal
Po liturgičnem običaju je glavni vhod v cerkev zahodni portal. Čeprav ima tri vrata, ima ta vhod najbolj preprosto kamnito dekoracijo. Dve strani sta brez figuralne dekoracije. Nad glavnimi vrati sta dva reliefa. Eden od njih neposredno nad vrati prikazuje Kristusa v vrtu Getsemane, ki pobožno moli k svojemu Očetu.
Levo od Kristusa so apostoli Peter, Janez in Jakob, od desne prihajajo vojaki, ki jih vodi Juda. V zaključku portala je prizor Pietà, Device Marije, ki drži Kristusovo telo, obkrožena z Marijo Magdaleno in Jožefom. Zgornji relief prikazuje angele, ki držijo Veronikin prt s potiskom Kristusovega obraza.
Celotna simbolika portalov je povezana z lokalnim izročilom svete krvi. Konec 19. stoletja sta bila ob glavnih vratih postavljena dva neogotska kipa, od katerih je ohranjen le eden – kip Janeza Krstnika.

### Južni portal
Južni portal se od prejšnjih dveh razlikuje po tem, da je umeščen v predprostor pod kraljevo emporo. Ima dvoje vrat, enako kot severni portal, vendar brez reliefnih figur. Namesto tega jih zaključujejo preklada s trikotnimi krožnimi konicami, nad katerimi je še ena vrsta preklade. Portal daje vtis trinivojskega vhoda v stolnico.
Zanimiv sestavni del portala je zračni zapah gotskega loka predprostora z listnato ornamentiko. Zelo zanimiv je tudi baldahin kipa na sredini portala z ločno trdnjavo. Druga trdnjava in zver držita naprave za mučenje. Na podlagi tega se domneva, da je pod baldahinom prej stal Kristusov kip.
Danes je tam kip Imaculate iz konca 19. stoletja, ki ga je izdelal kipar János Marschalkó. Drugi kipi na portalu so svetniki, cesar Konstantin I. Veliki, Elizabeta Ogrska, Adalbert Praški, apostol Andrej (zavetnik košanske nadškofije), Frančišek Ksaverij in škof Teodor.
Ti kipi nimajo nobene zveze s simboliko portala; predstavljata mecene in tiste, ki so financirali večjo prezidavo stolnice ob koncu 19. stoletja. Srednji portret pripada arhitektu Imreju Steindlu. Med drugimi sta bila Fridrich Wilhelm Fröde in Otto Sztehló.

### Sigismundov stolp
Severni stolp, ki je bil zgrajen v drugem obdobju gradnje cerkve v letih 1420–40, je bil dokončan v tretjem obdobju gradnje leta 1462. To dokazuje grb Košic z izklesano letnico 1462 nad portalom zahodne fasade, ki je tudi vhod v stolp. Stolp ima kvadratni tloris in ima tri nadstropja. Od četrtega nadstropja se zoži v osmerokotni tloris.
Preprosto okrašen stolp je med talnimi kordoni okrašen z grebeni z geometričnim motivom. Med četrtim in petim nadstropjem dekoracijo dopolnjujejo rozete, vsaka od njih pa je profilirana v drugačno obliko. Sigimundov stolp je bil močno poškodovan med letoma 1490 in 1491, ko je Košice oblegala vojska Ivana I. Alberta. Rekonstruiral jo je Nicolaus Crompholz iz Niša pod vodstvom Vaclava iz Prage v letih 1494–97.
Po požaru leta 1775 so stolp nekoliko nadzidali in na njegov vrh postavili rokokojsko čelado, ki je tvoril šesto nadstropje stolpa.
Čelada je prekrita z bakreno pločevino z pozlačenimi vodovodnimi komponentami. Na vrhu je bakren križ, visok 3 metre. V prvem nadstropju je mehanizem velike ure, v drugem nadstropju je konstrukcija za zvonove. V tretjem nadstropju sta dva zvonova iz leta 1926. Aleksander Buchner je dal uliti nove zvonove – Bog je slišal, ki tehta 1530 kg in na katerem so imena padlih med 1. svetovno vojno. Tam je tudi gasilska soba, ki je bila v uporabi do 70. let dvajsetega stoletja.

### Matijev stolp
Južni stolp je bil zgrajen v drugem obdobju gradnje stolnice od 1420 do 1440. Imel je kvadratni tloris. Po prekinitvi gradnje so leta 1462 sledila dela ko je bil dokončan severni stolp. Dela je do leta 1477 vodil mojster Štefan.
Zgradil ga je bolj okrašeno in masivno v primerjavi s severnim stolpom, čeprav ni bil dozidan do načrtovane višine. Na ravni kronskega kordona glavne ladje ga zaključuje okrasni venec z heraldiko držav kralja Matije in košansko heraldiko.
Stolp je sedaj pokrit z osmerokotno pločevinasto streho. Zanimivost stolpa je labirint krožnih stopnic, ki so med seboj povezane. Njegov pomen ni pojasnjen. Vhod je iz zahodnega kora stolnice, njegovo stopnišče pa omogoča tudi dostop do orgel. Bogato okrasje zunanjosti dopolnjujejo kipi privržencev Matije Korvina, ki so delo budimpeštanskega kiparja Františka Mikule iz 20. stoletja.